# 阿利图斯
阿利图斯是立陶宛南部一个具有市镇地位的城市，为阿利圖斯縣的县治。2021年时人口数量为49,195人。该市是祖基亞地区的历史中心，位于尼曼河畔。

## 历史
该城的历史可追溯至1377年，见载于一部条顿骑士团成员所编写的编年史中。当时是条顿骑士团和立陶宛的边境地区。1581年6月15日，立陶宛大公兼波兰国王斯特凡·巴托里授予了该城基于《马格德堡法律》的城市权力，因此改日被定为市庆日。第一次瓜分波兰之前，该城属于立陶宛大公国的特拉凯省，是涅曼河畔著名的商业中心，位于立陶宛本部货物出口的要道，并驻有王家的经济官员。
1795年第三次瓜分波兰时，该城分属俄罗斯帝国和普鲁士王国。拿破仑战争期间，随着《提爾西特條約》的签订，原属普鲁士的西半部被割让给新建立的华沙大公国。随着拿破仑的失败，1815年的维也纳会议上，华沙大公国被瓜分，该城西部成了其继承国波兰王国的领土。直到1863年一月起义后，该城的两部分才再次统一，但两部分的行政仍然分开。19世纪该城是俄国与东普鲁士之间的边境堡垒之一，有了铁路与外部链接。第一次世界大战期间，同盟国几乎没有发生什么冲突便占领了该城，并入所谓的东部领地，该城两部分自1795年首次在行政上统一。
一战结束后，该城分属新独立的波兰及立陶宛，但实际控制权仍在驻扎当地的德军手中。1919年德军撤退后，该城为红军所占领。1919年2月12日，该城成为了苏俄及立陶宛之间的战场，后者最后夺得该城，成为了立陶宛共和国的一部。随着1939年苏德入侵波兰，一座大型波兰战俘营设于该城。1941年德国占领该城后，改战俘营成了德军关押苏军战俘的地方。纳粹在该城附近处决了约60000人，主要为附近的立陶宛犹太人。

## 友好城市
- 乌克兰别尔季切夫
- 瑞典布特许尔卡
- 拉脱维亚采西斯
- 波兰霍什奇诺
- 波兰吉日茨科
- 白俄罗斯利达
- 挪威曼达尔
- 丹麦奈斯特韦兹
- 波兰奥波莱
- 波兰奧斯特羅文卡
- 俄罗斯彼得罗扎沃茨克
- 法国鲁昂
- 阿根廷圣马丁将军镇（英语：General San Martín Partido）
- 波兰苏瓦乌基
- 美國羅徹斯特 (紐約州)